# CFA 231+132 BT
Les 231+132 BT étaient des locomotives Garratt qui ont été utilisées par l'Office des chemins de fer algériens (CFA) pour les trains express.

## Historique
Au début des années 1930, les locomotives existantes ne suffisaient plus pour faire face à l'augmentation du trafic sur la ligne d'Alger à Oran franchissant les montagnes de l'Atlas. La ligne, longue de 422 km, présente des pentes de 22 pour mille et des courbes d'un rayon de 300 m. Au début des années 1930, le trafic a fortement augmenté à la suite de l'ouverture de la ligne Oudja-Fés au Maroc et les trains sont devenus plus lourds, car les anciens wagons à trois essieux avec caisse en bois ont été remplacés par des wagons à bogies avec caisse en acier. De ce fait, le poids des trains est passé de 180 tonnes au début des années 1920 à plus de 400 tonnes dans les années 1930.
Comme les locomotives existantes ne suffisaient plus, la direction du PLM réseau d'Algérie (PLMA) commanda le prototype d'une puissante locomotive Garratt, la future CFA 231+132 AT. En juillet 1932, la Société franco-belge a livré cette locomotive en collaboration avec Beyer-Peacock de Manchester, en Angleterre. Elle a été la première locomotive Garratt construite pour une vitesse supérieure à 80 km/h. La locomotive a facilement franchi la limite de vitesse de 120 km/h pendant les cours d'essai sur le réseau PLM en France et des essais sur la ligne Paris-Calais. Le prototype a été modifié après les cours d'essai en Algérie, notamment en a remplacé la distribution Walschaerts par la distribution Cossart.
Après les bons résultats des essais, la CFA, qui a succédé à la PLMA, a commandé une première série de 12 locomotives chez la Société franco-belge. Le cahier des charges de la locomotive comportait les points suivants : 
- La locomotive doit pouvoir emporter un approvisionnement de 30 m³ d'eau et 11 tonnes de charbon
- Pour 80 % des approvisionnements, la charge par essieu des essieux moteurs ne doit pas dépasser 18,5 tonnes et celle des essieux porteurs 17 tonnes
- En ligne droite et dans les courbes de plus de 750 mètres de rayon, il doit être possible de rouler à une vitesse de 120 km/h en toute sécurité
- Les courbes d'un rayon de 200 m doivent pouvoir être franchies en toute sécurité à une vitesse de 50 km/h
- La locomotive doit pouvoir remorquer les trains suivants :
  - un train de 450 tonnes sur une pente de 20 pour mille à une vitesse de 45 km/h
  - un train de 650 tonnes sur une pente de 20 pour mille à une vitesse de 20 km/h
  - un train de 450 tonnes sur une pente de 3,5 pour mille à une vitesse de 100 km/h[2]

Des essais ont été réalisés en France avec la première locomotive. Sur le tronçon Laroche-Dijon de la Ligne de Paris-Lyon à Marseille, avec des pentes allant jusqu'à 8 pour mille, un train de 570 t a pu dépasser sans problème la vitesse de 110 km/h avec la Garratt. Sur la ligne de Lyon à Roanne avec une pente de 26 pour mille sur une longueur de 4,7 km, un train de 372 tonnes a pu rouler à 38 km/h.
Le design de la locomotive a connu un tel succès que d'autres locomotives ont été commandées. Les quatre locomotives 13-16 furent livrées en 1937, les six locomotives 17-22 en 1939 et les sept locomotives 23-29 en 1940. Avec le prototype 231+132 AT, la CFA disposait donc d'une flotte de 30 locomotives pour le service des trains rapides. Avant la guerre, les locomotives circulaient également sur les lignes vers Constantine et Ghardimaou à la frontière tunisienne et vers Oudja au Maroc. Les locomotives souffraient de la mauvaise qualité de l'eau avec laquelle elles devaient travailler, ainsi que du manque d'entretien des chaudières et des graves dommages subis pendant la guerre. À la fin de la guerre, leurs chaudières étaient pratiquement usées et il n'y avait plus de pièces de rechange pour la commande électrique de la distribution. Elles ont donc été remplacées par des locomotives diesel et ont été mises hors service en 1950. Elles ont été vendues en Espagne pour être mises à la ferraille.

## Technique
La locomotive était composée de deux bogies moteurs Pacific placés dos à dos et reliés par un châssis rigide supportant la chaudière et l'abri. Chaque bogie était équipé d'un moteur séparé à deux cylindres qui entraînait trois roues couplées. Un bogie avant, un bissel arrière  et les boudins affaiblis de l'essieu moteur en centre des deux essieux accouplés amélioraient l'inscription du bogie moteur dans les courbes. Les bogies moteurs portaient également les approvisionnements : le bogie avant porte une caisse à eau d'une capacité de 19,25 m², l'arrière une caisse à eau d'une capacité de 9,5 m² et la soute à charbon d'une capacité à 11 t équipée avec un pousseur de charbon. Les caisses à eau avaient une forme cylindrique qui prolongeait la forme de la chaudière et donnait ainsi à la locomotive un aspect élégant. La locomotive était équipée avec des petits écrans pare-fumée montés sur la chaudière et la partie arrière du bogie frontal. L'échappement est du type PLM double variable.
Contrairement aux locomotives conventionnelles, la chaudière des locomotives Garratt n'est pas limitée par le train de roues situé en dessous. Elle a donc été conçue relativement courte, avec un grand diamètre de 2 m et une large foyer Belpair. La longueur des tubes n'était que de 4,6 m pour une surface totale de chauffe de 350 m² et une surface totale de surchauffe de 90,6 m². L'électricité nécessaire à l'éclairage de la machine était produite par un turbo-générateur de 500 W, qui alimentait également la commande électrique de la distribution.

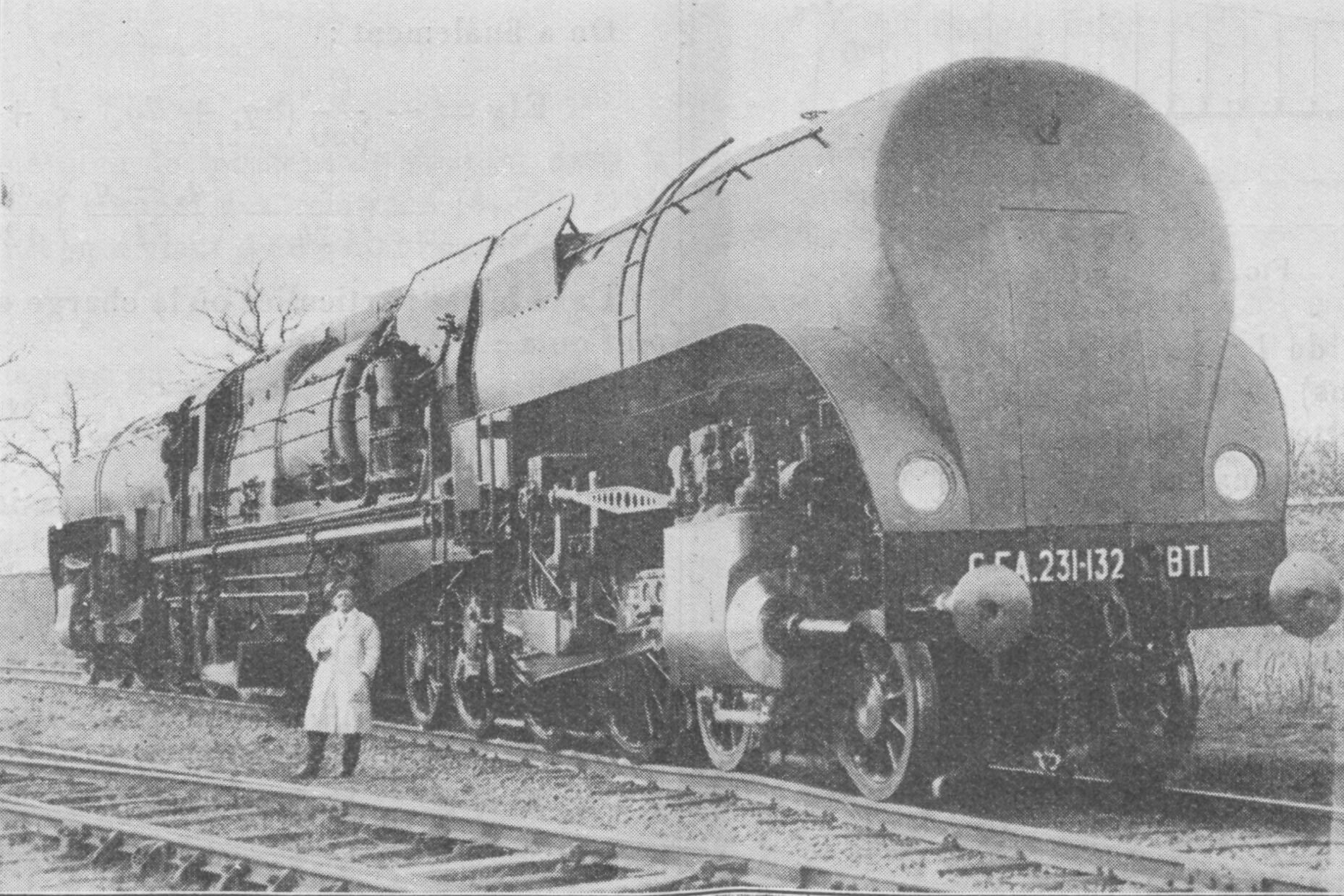
Première locomotive lors des essais
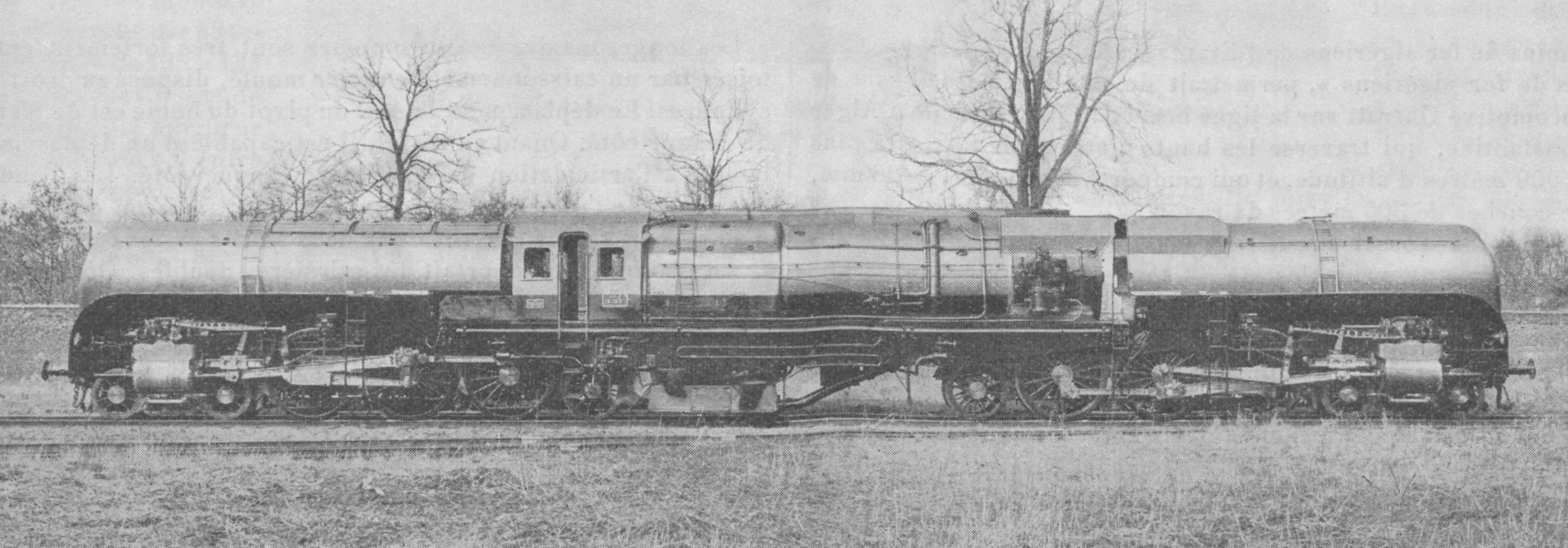
Vue latéral
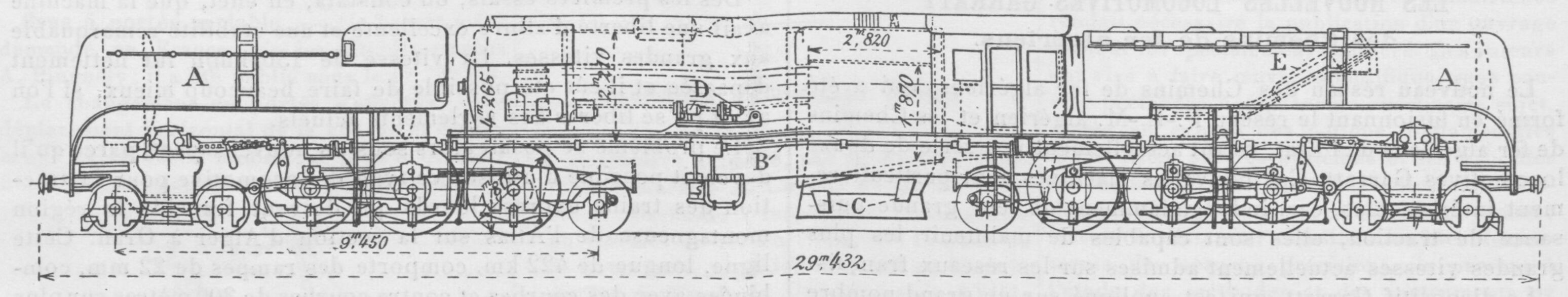
Desin